# Salo Flohr
Salomon Mikhailovich Flohr (russo Саломон Михайлович Флор/Salomon Michailovitch Flor; Horodenka, 21 de novembro de 1908,  — Moscou, 18 de julho de 1983) foi um mestre de xadrez tcheco-soviético. Nos anos 1930 era considerado um dos melhores enxadristas do mundo.
Nos anos 1930, Flohr torna-se um herói nacional na Tchecoslováquia, e seu nome é utilizado na publicidade de diversos produtos, principalmente cigarros de luxo e uma eau de Cologne.

## Principais resultados em torneios
| Data | Local       | Colocação | Observações |
| ---- | ----------- | --------- | --- |
| 1935 | Moscou 1935 | 2         | Vencido por Mikhail Botvinnik, com Capablanca em terceiro e Emanuel Lasker em quarto.                                |
| 1936 | Moscou 1936 | 3         | Torneio vencido por Capablanca e com Mikhail Botvinnik em segundo lugar, ainda com a participação de Emanuel Lasker. |
| 1938 | AVRO 1938   | 8         | Ficou em último, mas empatou suas partidas com Paul Keres (vencedor da competição) e Mikhail Botvinnik (3º lugar).   |

## Obras publicadas
- 12th Chess Tournament of Nations [Moscow 1956 Olympiad], por Salomon Flohr, Moscou, Fiskultura i Sport, 1957 (russo).
- Salo Flohr's Best Games of Chess, de Salomon Flohr (traduzido do russo por Gregory S. Donges), Davenport, Iowa, Thinker's Press, 1985, ISBN 0-938650-34-3.
- Grandmaster Flohr, by Viktor D. Baturinsky (Hg), Moscow, Fiskultura i Sport, 1985 (russo).
- Salo Flohr und das Schachleben in der Tschechoslawakei, de Helmut Wieteck, Hamburg, Neu-Jung Verlag, 2005, ISBN 3-933648-26-2 (German).